# Eduardo Paredes Barrientos
Juan Antonio Eduardo Paredes Barrientos (23 de diciembre de 1938-Santiago, 13 de septiembre de 1973), conocido como Eduardo «Coco» Paredes,
fue un médico chileno. Militante socialista, se desempeñó como director general de Investigaciones de Chile durante el gobierno de Salvador Allende. Fue una de las víctimas de violaciones de los derechos humanos cometidos por la dictadura militar.

## Biografía

### Familia y estudios
Hijo de Eduardo Paredes y Abigaíl Barrientos. Estudió en el Instituto Nacional, en Santiago. Profesor de Medicina de la Universidad de Chile, cursando estudios de postgrado en Francia, ejerciendo en el Hospital San Borja y de la mina El Teniente. Casado con la sueca Eva Ahlgren, con quien tuvo 2 hijos: Raimundo y Nicolás.

### Carrera política
Paredes era miembro del Comité Central del Partido Socialista (PS).
Como parte del círculo cercano del presidente Salvador Allende, Paredes participó en el gobierno como director de la Policía de Investigaciones de Chile y luego de Chilefilms. Fue partícipe del escándalo de Los bultos cubanos de cajas con armamento de guerra en 1972.

### Golpe de Estado y desaparición
Al momento del golpe de Estado el 11 de septiembre de 1973, defendió La Moneda hasta ser detenido por los militares. Fue llevado al Regimiento Tacna, donde fue torturado y permaneció hasta el día 13, cuando fue sacado del recinto militar con destino desconocido. El Informe Rettig lo consideró como un detenido desaparecido. En 1995, el Servicio Médico Legal informó el hallazgo de sus restos en el Patio 29 del Cementerio General.